# 지위 이론
지위 이론은 개인들 간의 상호작용을 특징짓는 사회심리학 이론이다. "지위"는 개인이 특정한 방식으로 행동해야 할 권리와 의무와 관련하여 가지고 있는 믿음의 집합체로 정의될 수 있다. 지위 만들기, 즉 "포지셔닝"은 미래의 행동과 사람들이 말하고 행동하는 것의 의미를 결정하는 유연한 역할과 줄거리로 구성되어 있다. 이 이론은 심리학자인 Lev Vygotsky의 연구, 특히 그의 근위부 발달 영역 이론으로 확대된다. 이 것은 위치, 연설과 다른 행동들, 그리고 그것들로부터 발생하는 줄거리의 상호의존성을 강조한다; 어떤 한 측면의 변화는 다른 두 가지 측면에 영향을 준다. 그 이론은 사회적, 개인, 그리고 도덕적 요소를 고려함으로써 한 사람의 특정한 행동을 이해할 수 있는 틀을 제공한다.
포지셔닝 순서는 포지션 추정 방법에 따라 1차, 2차, 3차 포지셔닝의 세 가지 순서가 있다. 포지셔닝은 또한 상황의 세부 사항에 따라 다양한 유형으로 분류될 수 있다; 여기에는 자아, 다른 사람, 암묵적, 의도적, 상호작용적, 반사적, 도덕적, 개인적, 간접적, 그리고 악의적인 포지셔닝이 포함된다. 위치설은 1980년대 성 연구에서 비롯되었으며 브론윈 데이비스, 롬 하레, 룩 반 랭겐호브, 파탈리 모가담의 기고문에서 발전하였다. 이 이론은 사회적 담론 분석을 위한 구조를 제공했고, 다양한 사회적 상황을 연구하는 데 사용되었다. 그 적용은 교육, 인류학, 커뮤니케이션, 정치학 등의 분야로 확대되었다.

## 개요
포지셔닝 이론은 왜 개인들이 그들 앞에 있을 수 있는 많은 행동들 중에서 하나의 특정한 행동이나 좁은 일련의 행동들로 행동하기를 선택하는지 이해할 수 있는 프레임워크를 제공한다. "위치 지정"은 역할이 할당되거나, 적절하거나, 거부되는 메커니즘과 관련이 있다. 또한 개인이 구두 및 서면 표현, 언어 사용, 언어 및 규범적 도덕 체계에 기반을 둔 다른 행동과 같은 다양한 활동을 통해 자신과 타인을 형성하는 형태를 포함한다. 사람들이 행동할 수 있는 기회는 수많은 사람들에게 달려 있다. 과제를 수행하기 위해, 개인은 다른 사람의 능력뿐만 아니라 자신의 인지 능력도 사용한다.
연구원들은 자기 자신과 다른 사람들의 입장을 밝히기 위해 사람들이 사용하는 서술적 표현들을 연구해 왔다. 이러한 연구는 "권리"(다른 사람에게 빚진 것)와 "의무"(다른 사람에게 빚진 것)에 대한 해석을 바탕으로 개인(자신과 다른 사람을 위해)이 지위를 차지하는 방법을 구체적으로 살펴본다. 그 이론은 변화무쌍하고, 의심스럽고, 수명이 짧은 언행의 관례를 포함한다. 역할이 상대적으로 고정적이고 정적인 역할 이론과는 대조된다. 이 이론은 개인이 어떻게 그들의 이야기를 구성하는지, 그리고 그 안에서 그리고 그들의 이야기를 통해 표현되는 사회적 행동과 그들이 드러내는 입장을 조사하는 데 사용될 수 있다.

두 번째 원은 근위부 발달 영역을 나타내며 학습자가 도움 없이 과제를 완료할 수 없지만 지침을 통해 과제를 완료할 수 있다.

### Lev Vygotsky 이론과의 연관성
롬 하레와 파탈리 모가담은 위치설은 레브 비고츠키와 같은 초기 이론가들의 작업에 더해진다고 제안한다. 포지셔닝 이론은 학습 및 교육에 대한 Vygotskian 접근법과 분명히 일치하며, 개인 및 사회적 속성에 중점을 둔 교육 연구에 적용할 수 있다.[3] Vygotsky는 긍정적인 사회적 지지가 개인이 더 높은 정신 기능을 성취하도록 이끌 수 있다고 이론화했다. Vygotsky의 근위부 개발 구역(ZPD)에서 학습자는 성인이 지원하거나 동료와 협력할 때 과제 수행 능력을 높일 수 있다. Harré와 Moghaddam은 위치 이론이 그 학습자를 지원할 지도 모르는 그룹에서 나타나는 다양한 입장을 강조함으로써 Vygotsky의 업무의 "틈새"를 메울 수 있다고 설명한다.
포지셔닝 이론은 교육 맥락에서 참가자의 개인과 지식을 강조한다. 그러한 맥락에서 역할과 지위가 중복되는 것처럼 보일 수 있으며, 많은 사람들이 포지셔닝이 누군가의 역할을 설명하는 또 다른 방법이라고 생각한다. 역할은 정적이며 상황에 따라 위치가 변경되기 때문에 구조가 상당히 다르다. Davies와 Harré는 "엄마"의 역할의 예를 들어 이 차이를 설명한다. 누군가의 삶에서 엄마가 하는 역할에 대한 일반적인 이해가 있지만, 부족한 것은 그 역할을 하는 각각의 개인에 대한 "엄마"에 대한 내면화된 이해이다. 즉, 각각의 사람들은 그나 그녀의 지위에 영향을 미치는 독특한 살아있는 경험을 가지고 있다. 어떤 사람은 엄마가 될 거라고 예상할 수도 있고, 아니면 결코 이런 위치에 있지 않을 수도 있어요. 게다가, 그 사람은 자신의 어머니와 강하고 나쁜 관계를 맺을 수 있다. "엄마"라는 개념에 대한 자신의 입장을 결정하는 각각의 살아있는 경험의 서술의 역사가 있다. 이는 교사의 "직급"이 아닌 교사의 "역할"의 차이를 볼 때 교육적 맥락에 적용될 수 있다.

## 개인적, 사회적 속성

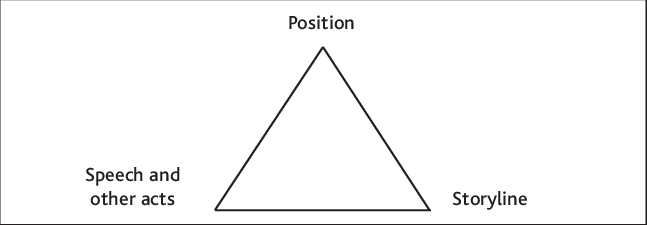
모형 1. Van Langenhove & Harré에서 각색한 포지셔닝 삼각형

### 지위의 삼각형
다이어그램은 위치 결정 활동의 사회적 중요성을 설명하는 데 사용될 수 있다(그림 1 참조). 즉, 삼각형의 한 부분이 바뀌면 다른 부분도 바뀐다.
(예: 줄거리를 바꾸는 것은 위치와 언어 행동 모두에 영향을 미침). Harré와 Luk Van Langenhove는 사람들이 할 수 있는 것은 "특정 일을 할 수 있는 사람들의 능력", "특정 일을 할 수 있는 사람들에게 부과되는 제한", "특정 일을 해야 하는 의도"의 기능이라고 설명한다."

#### 지위
Harré과 Moghaddam 이 아이디어는 위치 모두 사회와 개인의 구성을 가지자마자 팽창하면서 발전한다.그들은 다양한 사회적 맥락에서 남의 권리, 의무 그리고 의무를로"위치"을 묘사한다.이러한 권리, 직무 및 의무는 특성과 개인의 성격 특성을 통해 옮겨진다. 위치의 형성에 전통과 풍습이 중요한 원천.요컨대, 위치 개인 할 말 권한을 설정한다.

#### 발언과 기타 행동들
각각의 사회적으로 의미 있는 행동, 의도된 움직임 또는 연설은 중요한 행동으로 보여야 한다. 점프는 의도된 동작의 한 예이다. 개인은 물체를 뛰어넘거나, 체육 강사를 따라가거나, 운동을 하거나, 다른 사람이 따라 할 움직임을 모델링하기 위해 이 동작을 수행할 수 있다. 이 행동은 인정된 도덕적 또는 사회적 행동에 대한 규칙에서 식별되고 그것이 수행되는 문맥에서 의미가 주어진 경우에만 중요하다. 적절한 상황(예: 체육 수업)과 의미 있고 관련 있는 행동(예: 점프 방법을 보여주는 강사)이 수행된 행동(학생에 의한 점프)보다 우선해야 한다. (점프 능력에 따라 등급이 매겨지는 등) 수행된 조치에도 결과가 따른다. 한 연설 행동이 다른 연설 행동을 야기시킬 수 없는 반면, 그것은 새로운 입장과 다른 연설 행동이 발생하는 줄거리의 발달로 이어질 수 있고, 그러한 다른 연설 행동에 의미와 책임을 부여할 수 있다.

#### 줄거리
연설과 다른 행동들의 결과로, 줄거리가 전개된다. 이러한 사회적 일화들은 개인으로서 생겨나고 그들 주변의 일화들은 이야기의 패턴에 기여한다. 줄거리는 누가 행동할 권리나 의무를 가지고 있는지 없는지, 그리고 어떻게 행동할 수 있는지를 보여 준다. 이야기를 설명할 때, 한 사람의 지위는 자신들을 영웅으로 암시하는 결과를 낳을 수 있는 반면, 다른 사람은 같은 사람을 악당으로 묘사하는 다른 줄거리를 가질 수 있다. 따라서 줄거리를 변경하면 관련 개인의 초기 위치가 변경될 수 있다. 개인이 서로 대화하는 동안, 그들은 자신의 행동과 말이 다른 사람들뿐만 아니라 다른 사람들에게 목적적이고 의미 있는 것이 되도록 서술적 또는 줄거리를 사용할 수 있다.

### 도덕적 측면
모든 사회 구조는 허용 가능한 행동에 대한 규칙을 제시하는 도덕적인 명령으로 보여질 수 있다. 언어 행동은 도덕 질서를 만들고 활성화시킨다. 개인이 독립적으로 행동할 수 있는 능력은 그들이 특정 도덕 질서에 반하거나 새로운 도덕 질서를 세울 수 있는 가능성에서 나온다. 한 개인이 어떤 행동을 할 때, 그들은 개인적인 도덕 질서를 발달시킨다. 개인의 도덕 질서는 때때로 모든 사람들이 따라야 할 도덕질서보다 더 강하다고 보여질 수 있다.

### 사회적 상황
포지셔닝 이론은 다음과 같은 세 가지 개념과 관련된 모든 사회적 상황을 분석한다.
1. 미리 결정되고 개인(배우)에게 자리를 배정하는 많은 문화, 법률, 제도적 도덕 질서가 있다. 이러한 지위는 이 개인들에게 주어진 권력과 권리를 가져온다.
2. 시작 위치가 확정되거나 바뀔 수 있는 지역 도덕 질서를 구성하는 확장되고 새롭게 등장하는 줄거리들이 있다.
3. 미리 정해진 입장이나 대화를 통해 발전된 입장을 반박하고 받아들이는 것과 같이, 그들이 하고 말할 행동과 말에 영향을 미치는 개인들의 개인적인 도덕적 질서가 있다.

### 개인적 특질
포지셔닝 이론은 인성의 두 가지 측면에 초점을 맞춘다.
1. 구현된 자아: 유일하고, 지속적이고, 자기 동일하다. 그것은 한 개인의 관점과 다양한 맥락에서의 그들의 행동의 통합과 연속성이다.
2. 자체 개념: 개인들이 자신에 대해 가지고 있는 믿음, 그들의 도덕적 자질, 능력, 두려움, 그리고 그들의 삶. 이것은 자전적 자아와 사회적 자아의 하위 개념으로 확대된다.
3. a. 자서전적 자아: 서술적 자기 이해의 한 형태. 자전적 자아는 청중과 그 사람이 그들의 이야기를 토론하는 상황에 따른 차이로 인해 이야기에서 이야기로 바뀔 수 있다.  b. 사회적 자아: 다른 사람과 상호작용할 때 개인이 보여주는 자질과 특성. 한 개인의 사회적 자아는 상황에 따라 달라질 것이다.

## 포지셔닝의 종류

### 포지셔닝의 순서
1차 위치 지정은 영향과 무관하게 개인이 가정하는 위치를 의미한다. 2차 포지셔닝은 사회 환경에서 타인과의 상호작용으로 인한 1차 포지셔닝의 변화를 의미한다. 3차 포지셔닝에서, 사회 환경 외부의 개인은 이전의 사회적 상호작용에 영향을 받고 관찰한 것에 기초하여 자리를 차지한다.

### 자아 포지셔닝과 그 외
1차 위치 지정은 영향과 무관하게 개인이 가정하는 위치를 의미한다. 2차 포지셔닝은 사회 환경에서 타인과의 상호작용으로 인한 1차 포지셔닝의 변화를 의미한다. 3차 포지셔닝에서, 사회 환경 외부의 개인은 이전의 사회적 상호작용에 영향을 받고 관찰한 것에 기초하여 자리를 차지한다.

### 의도적인 포지셔닝
암묵적 입장은 일상적 상호작용에 관여하며, 대개 위치결정의 첫 번째 순서이며, 성격상 의도하지 않은 것이다. 그것은 본질적으로 학습되고 시간이 지남에 따라 내재화된 것을 구성한다. 의도적인 위치 지정은 의식적으로 가정되는 위치를 포함한다. 가정된 위치의 최종 목표에 따라, 네 부분으로 분류될 수 있다.
1. 의도적인 자기 포지셔닝: 사람은 특정한 결과나 전략을 달성하기 위해, 사실의 정확성과 상관없이, 특정한 방식으로 어떤 것을 묘사하려는 의도로 특정한 위치를 취한다.
2. 강제 자체 포지셔닝: 이것은 외부 사건에 대한 대응으로 발생하며 의도적인 대응에 비해 더 의무적인 대응이다. 예를 들어, 한 개인이 연간 성과 평가에 대한 응답으로 특정한 방식으로 자신을 포지셔닝한다.
3. 의도적인 다른 위치 지정: 이러한 포지셔닝 유형에서 개인은 다른 사람을 의도적으로 포지셔닝하여 기본 목표를 달성한다. 타인의 의도적인 위치 지정은 사회적 환경에 존재하는 대상 개인 또는 개인이 있든 없든 발생할 수 있다. 연설에 청중을 포함한 연설자는 전자에 대한 예이며, 반면 험담은 후자의 예다.
4. 다른 항목의 강제 포지셔닝: 이것은 개인이 다른 사람들을 위해 특정한 입장을 취해야 하는 외부 요인이 존재할 때 발생한다. 예를 들어, 재판에서 선서를 한 사람은 법에 의해 다른 사람들의 입장을 취해야 한다.

### 상호작용적, 반사적 포지셔닝
인터랙티브 포지셔닝은 한 사람이나 한 무리의 사람들이 그들의 행동과 말에 따라 다른 사람을 배치할 때 나타난다. 반사적인 자세는 다른 사람들에 대한 자신의 반응이다. 데이비스와 하레는 학생과 교장선생님 사이의 상호작용의 예를 사용하여 두 가지 개념을 설명한다: 학생이 학교에서 모자를 쓰고 있는 것이 들통나면 교장선생님이 학생에게 모자를 벗으라고 요구하지만 학생은 모자를 벗기를 거부하고 이틀간의 정학을 당한다. 교장선생님은 학생에게 모자를 벗으라고 하고 반항적인 태도를 취하게 하자 쌍방향적인 자세로 임했다. 그 학생은 응하지 않자 반사적인 자세를 보였다. Davies와 Harré는 특정한 상호작용에서 발생하는 줄거리 또는 위치가 때로는 관련이 없는 줄거리로 이어질 수 있다고 제안했다. (예를 들어, 학생은 과거의 상호작용과 무관한 미래 상호작용에서 교장선생님의 반항적인 입장에 계속 설 수 있다.)

### 도덕적, 개인적 포지셔닝
도덕적 지위는 사람이 그들의 역할의 권리, 의무, 의무에 따라 행동할 때 발생한다. 이러한 직책들은 교수-학생, 부모-자녀 또는 식료품점 점원-고객의 형태일 수 있다. 특정한 역할은 개인이 특정한 방식으로 행동하고 반응하게 한다. 개인의 지위는 개인의 특성과 인생 경험에 기초해 이루어지며, 일반적이거나 예상되는 역할에 부합하지 않는다. 예를 들어 법을 공부한 사람은 법학위가 없어도 법정에서 자신을 변호할 수 있다.

### 간접적 포지셔닝
간접적인 위치는 자신과 자신의 집단적 욕구와 관련하여 호의적이든 불리하든 한 개인의 위치를 지정하기 위한 특성의 이용으로 볼 수 있다. 이것의 한 예는 "바보"라고 자신을 포지셔닝하는 것일 수 있는데, 이것은 특정 수준을 넘어 인지 수행(특정 직무와 관련된)을 교정하는 것을 제한할 수 있다. 이것은 또한 누군가를 "무책임자"로 만드는 것일 수도 있고, 이것은 사회적 집단에 의해 특정 수준의 책임을 필요로 하는 일을 맡지 못하게 될 수도 있다. 하레와 모그하담은 한 국가의 지도자가 국가 전체의 지위를 차지하기 위해 사용되는 간접적 입장의 예를 사용한다(예: 유럽은 조지 W. 부시를 지칭하는 "카보이 대통령"이라는 표현을 사용하면서도 미국을 무식한 국가로 간접적으로 위치시킴).

### 악의적 포지셔닝
악의적이거나 사악한 입장은 한 개인에 대한 담화가 다른 사람들로 하여금 그 사람을 부정적인 시각으로 묘사하게 하고 결과적으로 그들을 나쁘게 대하게 하는 것이다. 예를 들어, 이러한 편향된 관점을 알지 못하면서도 장애인에 대한 비판적 견해를 가질 수 있다.

## 역사
포지셔닝 이론은 1980년대 성별 연구에서 비롯되었다. Western Sydney 대학의 교육학 교수인 Bronwyn Davies는 페미니스트 학자들의 도움을 받아 포지셔닝 이론의 주관성, 줄거리 및 서술성을 확장했다. 그 후, Rom Harré, Luk Van Langenhove 및 Fathali Moghadm은 초기 단계에서 이론 개발에 기여했다. Harré와 Van Langenhove는 1차 및 2차 위치, 도덕적 및 개인적 위치, 암묵적 및 의도적 위치, 그리고 자기와 다른 위치 등을 포함하여 이론의 개념적 정교함을 도입했다.
이 이론은 사회적 담론 분석의 틀이 되었고 다양한 사회적 상황을 연구하는 데 사용된다. 비록 이론은 사회심리학에 뿌리를 두고 있지만, 교육, 인류학, 커뮤니케이션 연구, 직장 기관, 정치적 정체성 연구, 홍보 및 전략적 커뮤니케이션과 같은 분야에서 사용되어 왔다.

## 같이 보기
- 사회 구성주의
- 사회적 구성주의